# Подгайчики (Зборовская городская община)
Подгайчики (укр. Підгайчики) — село в Зборовской городской общине Тернопольского района Тернопольской области Украины.
Код КОАТУУ — 6122689805. Население по переписи 2001 года составляло 186 человек.
До 2020 года входило в Зборовский район.

## Географическое положение
Село Подгайчики находится на правом берегу реки Гнилка,
выше по течению примыкает село Волосовка,
ниже по течению на расстоянии в 2 км расположено село Тустоголовы,
на противоположном берегу — село Ярчовцы.
Рядом проходит железная дорога, станция Ярчовцы в 0,5 км.

## История
- 1654 год — дата основания.